# 2020년 하계 올림픽 가라테
제32회 하계 올림픽 가라테 경기는 2021년 8월 5일부터 8월 7일까지 일본 도쿄 일본무도관에서 열렸다. 가라테가 올림픽 종목에 포함된 것은 이번이 처음으로, 지속적으로 치러질 고정 종목이 아닌 대회 선택종목으로 포함되었다.
이번 대회에서는 총 8개 세부종목으로 치러진다. 크게는 가라테의 두 유형인 쿠미테와 카타로 나뉘는데, 우선 쿠미테는 두 선수가 겨루는 경기로 남녀 3체급씩 총 6종목의 경기가 진행된다. 카타는 품새를 평가하는 개인종목으로 남녀 한종목씩 경기가 진행된다. 각 선수는 세계 가라테 연맹이 공인한 102개의 카타 중에서 품새를 선보이게 되며, 이때 한번 펼친 카타는 또 한번 할 수 없다는 규칙이 적용되어 매번 다른 품새를 펼치게 된다. 각 종목별 참가선수 규모는 10명이다.
쿠미테의 경우 연맹 측에서 규정하는 5개 체급과는 달리 이번 올림픽 대회에서는 3개 체급으로 치러진다. 5체급 중에서 가장 낮은 체급인 남자 -60kg와 -67kg, 여자 -50kg와 -55kg은 이번 대회에서 남자 -67kg과 여자 -55kg로 통합됐다. 반대로 가장 높은 체급인 남자 -84kg와 +84kg, 여자 -68kg, +68kg는 각각 남자 +75kg와 여자 +61kg로 통합되었다.

## 규정
쿠미테와 카타 모두 2018년 1월 채택 발효된 세계 가라테 연맹 규정을 따른다. 2019년 1월에는 카타 종목에 점수반영제가 새로 도입됐다.

### 쿠미테
매트가 설치된 8m x 8m 규격의 경기장에서 두 명의 선수가 서로 맞서는 종목이다. 각 시합은 3분간 진행되며, 득점차가 8점 이상일 시 그 시합은 곧바로 종료된다. 마찬가지로 상대보다 8점 이상을 득점했거나, 주어진 3분이 지난 시점에서 점수가 우세한 선수가 해당 시합에서 승리하게 된다. 두 선수가 동점을 이룬다면 맨 처음에 득점한 선수가 승자가 된다. 점수 획득 없이 경기가 끝난다면 심판위원 5인의 결정으로 승자가 가려지게 된다.
득점수는 1점에서 3점까지이다. 한판 (잇폰)은 3점, 절반 (와자아리)는 2점, 유효 (유코)는 1점이 부여된다.
벌점은 두가지 부류로 나뉘어 부과된다. 한쪽 부류에서 경고 4회가 누적된다면 그 선수는 실격된다. 또 악의적으로 행동한 것으로 보인 경우 누적경고수가 4회 미만이더라도 실격될 수 있다.

### 카타
카타 종목에서는 총 7명의 심판이 선수의 품새를 보고, 기술점수와 운동점수를 각각 최소 5.0점에서 최고 10.0점까지 0.2점 단위로 매겨 평가하게 된다. 각 심판 때마다 제시되는 7인의 평가에서 최고점수 두 개와 최저점수 두 개를 제하고 나머지 점수를 최종점수에 추가하게 되는데, 이때 기술점수 70%, 운동점수 30%의 비율로 반영된다. 점수가 동률인 상황이 발생하면 그 선수들은 카타를 추가 선택해 평가받을 수 있다.
기술점수 평가에는 총 7개 기준이 적용된다. 자세, 테크닉, 연속동작, 타이밍, 호흡법, 초점과 정확도 등이다. 운동점수에는 총 3개 기준이 적용되는데 힘과 스피드, 균형이다.

## 예선
이번 대회에서는 총 80명의 선수가 출전권을 부여받았다.
한 국가당 남녀 4명씩 최대 8명까지 출전시킬 수 있으며, 한 종목에 최대 한명씩만 출전할 수 있다.
각 종목별 출전권 유형은 다음과 같다.
- 대회 개최국 일본 1명
- 2021년 4월 5일 올림픽 스탠딩 랭킹 상위 4명
- 2020년 올림픽 가라테 예선 토너먼트전 통과 3명
- IOC-연맹-조직위 3자위원회 초청 2명

세계 가라테 연맹 랭킹은 5개 체급을 바탕으로 집계되지만 이번 올림픽 대회에서는 일부 체급이 통합되어 3개 체급으로 치러진다. 랭킹 기준 출전권은 한 체급당 최대 4명까지 부여되기 때문에, 통합대상인 연맹랭킹 체급 내에서 상위 2위에 있는 선수들까지만 올림픽에 출전할 수 있게 됐다. 반면 통합되지 않은 체급의 경우에는 상위 4위까지 진출이 가능하다.
예선 토너먼트전은 처음부터 올림픽 체급을 그대로 따른다. 랭킹 기준 출전권을 획득하지 못한 국가에 한하여 토너먼트전에 참가할 수 있다. 토너먼트전에서는 각 디비전의 상위 3위까지 올림픽에 출전할 기회를 얻는다.
이밖에 8개 종목을 통틀어 대륙별 대표 12명분의 출전권이 부여된다. 선발 순서는 다음과 같다.
| 대륙       | 출전권 |               |
| ---------- | ------ | ------------- |
| 오세아니아 | 2      | 남녀 각각 1인 |
| 아프리카   | 2      | 남녀 각각 1인 |
| 아메리카   | 2      | 남녀 각각 1인 |
| 아시아     | 2      | 남녀 각각 1인 |
| 유럽       | 2      | 남녀 각각 1인 |
| 아프리카   | 1      | 남녀 중 1인   |
| 아메리카   | 1      | 남녀 중 1인   |

각 대륙별 대회에서 금메달을 획득한 선수들을 모두 함께 묶고, 여기서 가장 높은 순위에 오른 선수들이 출전권을 얻는다. 이때 이미 출전자격을 부여받은 선수는 제외되며, 부문별 최대 10명, 국가당 최대 1명, 대륙대표 (아프리카와 아메리카 한정) 국가당 최대 2명 기준을 벗어나지 않아야 한다. 최고순위에 오른 금메달리스트가 출전할 수 없게 된다면 그 출전권은 다음 순위의 금메달리스트로 기회가 넘어간다. 이런 갱신 과정은 모든 금메달리스트를 대상으로, 그럼에도 남는다면 은메달리스트, 그 다음에는 동메달리스트를 대상으로 랭킹을 집계해 대륙별 출전권을 부여하게 된다. 메달리스트 중에서도 출전권 부여 자격이 존재하지 않는다면 대륙별 대회 성적과는 상관없이 해당 대륙의 모든 랭킹을 집계해 가장 높은 순위에 해당하는 선수에게 돌아간다.

## 경기 일정
아래는 대회 일정표이다.
| 날짜종목   | 8월 5일 | 8월 6일 | 8월 7일 |
| ---------- | ------- | ------- | ------- |
| 남자 67kg  | 결승    |         |         |
| 남자 75kg  |         | 결승    |         |
| 남자 +75kg |         |         | 결승    |
| 남자 카타  |         | 결승    |         |
| 여자 55kg  | 결승    |         |         |
| 여자 61kg  |         | 결승    |         |
| 여자 +61kg |         |         | 결승    |
| 여자 카타  | 결승    |         |         |

## 참가

### 참가국
- 일본 (8)
- 카자흐스탄 (5)
- 이탈리아 (5)
- 이집트 (5)
- 튀르키예 (7)
- 요르단 (1)
- 아제르바이잔 (3)
- 라트비아 (1)
- 베네수엘라 (3)
- 난민 (2)
- 우크라이나 (2)
- 미국 (4)
- 독일 (4)
- 헝가리 (1)
- 오스트레일리아 (1)
- 크로아티아 (1)
- 이란 (3)
- 사우디아라비아 (1)
- 조지아 (1)
- 캐나다 (1)
- 스페인 (1)
- 중화 타이베이 (2)
- 대한민국 (1)
- 쿠웨이트 (1)
- 불가리아 (1)
- 러시아 올림픽 위원회 (1)
- 오스트리아 (1)
- 중화인민공화국 (2)
- 세르비아 (1)
- 모로코 (1)
- 페루 (1)
- 프랑스 (2)
- 스위스 (1)
- 알제리 (1)
- 스페인 (1)
- 홍콩 (1)
- 뉴질랜드 (1)
- 북마케도니아 (1)

## 경기 결과

### 메달 순위
| 순위          | 국가           | 금메달 | 은메달 | 동메달 | 합계 |
| ------------- | -------------- | ------ | ------ | ------ | ---- |
| 1             | 일본           | 1      | 1      | 1      | 3    |
| 2             | 스페인         | 1      | 1      | 0      | 1    |
| 3             | 이탈리아       | 1      | 0      | 1      | 2    |
| 3             | 이집트         | 1      | 0      | 1      | 2    |
| 5             | 프랑스         | 1      | 0      | 0      | 1    |
| 5             | 이란           | 1      | 0      | 0      | 1    |
| 5             | 불가리아       | 1      | 0      | 0      | 1    |
| 5             | 세르비아       | 1      | 0      | 0      | 1    |
| 9             | 아제르바이잔   | 0      | 2      | 0      | 2    |
| 10            | 튀르키예       | 0      | 1      | 3      | 4    |
| 11            | 우크라이나     | 0      | 1      | 1      | 2    |
| 11            | 중화인민공화국 | 0      | 1      | 1      | 2    |
| 13            | 사우디아라비아 | 0      | 1      | 0      | 1    |
| 14            | 카자흐스탄     | 0      | 0      | 2      | 2    |
| 15            | 요르단         | 0      | 0      | 1      | 1    |
| 15            | 헝가리         | 0      | 0      | 1      | 1    |
| 15            | 미국           | 0      | 0      | 1      | 1    |
| 15            | 오스트리아     | 0      | 0      | 1      | 1    |
| 15            | 중화 타이베이  | 0      | 0      | 1      | 1    |
| 15            | 홍콩           | 0      | 0      | 1      | 1    |
| 합계 (20개국) | 합계 (20개국)  | 8      | 8      | 16     | 32   |

### 남자
| 종목  | 금                        | 은                             | 동                               |
| ----- | ------------------------- | ------------------------------ | -------------------------------- |
| 61kg  | 스티븐 다 코스타 · 프랑스 | 에라이 샴단 · 튀르키예         | 다르한 아사딜로프 · 카자흐스탄   |
| 61kg  | 스티븐 다 코스타 · 프랑스 | 에라이 샴단 · 튀르키예         | 압둘라흐만 알마삿파 · 요르단     |
| 75kg  | 루이지 부사 · 이탈리아    | 라파엘 아가예프 · 아제르바이잔 | 하르슈퍼터키 가보르 · 헝가리     |
| 75kg  | 루이지 부사 · 이탈리아    | 라파엘 아가예프 · 아제르바이잔 | 스타니슬라우 호루나 · 우크라이나 |
| +75kg | 사자드 간지자데 · 이란    | 타리크 하메디 · 사우디아라비아 | 아라가 류타로 · 일본             |
| +75kg | 사자드 간지자데 · 이란    | 타리크 하메디 · 사우디아라비아 | 우우르 악타슈 · 튀르키예         |
| 카타  | 기유나 료 · 일본          | 다미안 킨테로 · 스페인         | 애리얼 토레스 · 미국             |
| 카타  | 기유나 료 · 일본          | 다미안 킨테로 · 스페인         | 알리 소푸올루 · 튀르키예         |

### 여자
| 종목  | 금                           | 은                             | 동                           |
| ----- | ---------------------------- | ------------------------------ | ---------------------------- |
| 55kg  | 이베트 고라노바 · 불가리아   | 안젤리카 테를류하 · 우크라이나 | 베티나 플랑크 · 오스트리아   |
| 55kg  | 이베트 고라노바 · 불가리아   | 안젤리카 테를류하 · 우크라이나 | 원쯔윈 · 중화 타이베이       |
| 61kg  | 요바나 프레코비치 · 세르비아 | 인샤오옌 · 중화인민공화국      | 지아나 파루크 · 이집트       |
| 61kg  | 요바나 프레코비치 · 세르비아 | 인샤오옌 · 중화인민공화국      | 메르베 초반 · 튀르키예       |
| +61kg | 페리얄 압둘아지즈 · 이집트   | 이리나 자레츠카 · 아제르바이잔 | 궁리 · 중화인민공화국        |
| +61kg | 페리얄 압둘아지즈 · 이집트   | 이리나 자레츠카 · 아제르바이잔 | 소피야 베룰체바 · 카자흐스탄 |
| 카타  | 산드라 산체스 · 스페인       | 시미즈 기요우 · 일본           | 류무상 · 홍콩                |
| 카타  | 산드라 산체스 · 스페인       | 시미즈 기요우 · 일본           | 비비아나 보타로 · 이탈리아   |

## 같이 보기
- 2018년 아시안 게임 공수도
- 2018년 하계 청소년 올림픽 가라테
- 올림픽 가라테